# Кубинско-намибийские отношения
Дипломатические отношения между Республикой Куба и Республикой Намибия официально установлены 1990 году. Отношения между Кубой и Намибией традиционно являются дружественными из-за исторических факторов. Куба поддерживала борьбу Намибии за независимость и последовательно выступала против апартеида. Несколько тысяч кубинцев погибли в войне за независимость намибийцев. Каждые два года страны проводят совещания по экономическому, научно-техническому и торговому сотрудничеству.
Кубинские специалисты, особенно в области медицины, консультируют намибийских коллег. По традиции сложившейся ещё до обретения Намибией независимости, в кубинских высших учебных заведениях учится много намибийских студентов. В июне 2007 года в Намибии произошёл инцидент, когда 11 кубинских врачей отправленных в страну в рамках программы помощи попытались получить чрезвычайные проездные документы из посольства США и переехать на постоянное жительство в эту страну. 
Намибия поддержала Кубу в вопросе освобождения Кубинской пятёрки, приговорённой к казни в США. В августе 2012 года Намибия передала в дар Кубе 146 диких животных, в том числе львов и слонов.
В июне 2008 года, спикер Национального Собрания Намибии Тео-Бен Гурирабу посетил Кубу. В свою очередь, кубинский первый заместитель министра иностранных дел Бруно Родригес Падилья посетил Намибию в конце того же месяца. Во время визита он встретился с несколькими намибийскими политиками высокого ранга — с Лемпу Лукасом, Джоэлом Каапандой, бывшим президентом Сэмом Нуйомой и нынешним президентом Хификипуне Похамбе. В ходе состоявшихся встреч, стороны договорились о продолжении укрепления двусторонних отношений.